# Vomécourt
Vomécourt é uma comuna francesa na região administrativa de Grande Leste, no departamento de Vosges. Estende-se por uma área de 7,03 km². Em 2010 a comuna tinha 266 habitantes (densidade: 37,8 hab./km²).